# Trietilborano
Il trietilborano è un organoborano (un composto contenente legami boro-carbonio) di formula (C2H5)3B, spesso abbreviata come Et3B. È un liquido incolore piroforico, solubile in solventi organici come etere, alcoli, tetraidrofurano ed esano. Reagisce violentemente con l'acqua.

## Struttura e proprietà
Il trietilborano è un composto molecolare monomerico; non tende a dimerizzare come fanno H3B e Et3Al. Il frammento centrale BC3 è planare.

## Sintesi
Il trietilborano si prepara per reazione tra trimetilborato e trietilalluminio:
{\displaystyle {\ce {Et3Al \ + \ (MeO)3B -> Et3B \ + \ (MeO)3Al}}}

## Applicazioni

### Chimica organica
Industrialmente il trietilborano viene usato come iniziatore in reazioni di polimerizzazione radicalica, dove è attivo anche a bassa temperatura. Come iniziatore può rimpiazzare alcuni stannani.
Reagisce con enolati metallici, formando enossitrietilborati che possono essere alchilati sul carbonio in modo più selettivo che in assenza di Et3B. Viene usato per deossigenare alcoli nella reazione di deossigenazione di Barton-McCombie. Usato assieme al litio tri-tert-butossialluminio idruro rompe eteri. Ad esempio, dopo idrolisi il tetraidrofurano è convertito a butanolo. Promuove anche alcune varianti della reazione di Reformatsky.
Il trietilborano è inoltre il precursore per ottenere trietilboroidruro di litio, LiEt3BH, un forte riducente noto anche col nome di "superidruro":
{\displaystyle {\ce {LiH\ +\ Et3B->LiEt3BH}}}

### Aeronautica
Il trietilborano è usato per promuovere l'accensione di carburanti in aviogetti e razzi. È stato usato nell'aereo spia Lockheed SR-71 Blackbird e nel suo predecessore Lockheed A-12. Miscelato con 10-15% di trietilalluminio fu anche usato prima del decollo per accendere i motori F-1 del razzo Saturn V. Il trietilborano è stato utilizzato per questi scopi in virtù delle sue proprietà piroforiche, e in particolare perché brucia producendo temperature molto elevate.
Il lanciatore Falcon 9 costruito dalla SpaceX utilizza una miscela trietilalluminio-trietilborano per l'accensione del primo stadio.

## Indicazioni di sicurezza
Il trietilborano è fortemente piroforico (si accende spontaneamente all'aria), bruciando con una fiamma verde, caratteristica dei composti di boro.